# Ivry - Gambetta (métro de Paris)
Ivry - Gambetta est une station envisagée de la ligne 10 du métro de Paris, située à Ivry-sur-Seine, prévue au Schéma directeur de la région Île-de-France à l'horizon 2030,.
Cette station, située place Léon-Gambetta, aurait alors une correspondance avec la ligne 5 du T Zen.